# Галузь
Галузь — певна ділянка виробництва, науки і таке інше.

## Економіка
Галузь — сукупність виробничих одиниць, які здійснюють переважно однакові або подібні види виробничої діяльності.
В економіці, галузь означає сукупність підприємств і організацій, що характеризуються спільністю ознак виробничо-господарської діяльності.
Господарський Кодекс поділяє галузі на сфери:
- матеріального виробництва — галузі, які створюють, відновлюють, знаходять матеріальні блага (продукцію, енергію, природні ресурси), а також продовжують виробництво у сфері реалізації.
- нематеріального виробництва або невиробничу сферу — інші галузі, що не утворюють матеріальне виробництво.